# 阎家河镇
阎家河镇，是中华人民共和国湖北省黄冈市麻城市下辖的一个乡镇级行政单位。

## 行政区划
阎家河镇下辖以下地区：
古城村、石桥湾村、凉亭村、罗家铺村、喻家楼村、桃林河村、阎家河村、李家楼村、大周湾村、坡上湾村、袁家畈村、林家岗村、蔡家岗村、积雨咀村、钓鱼台村、柏子塔村、万家上湾村、蔡家湾村、鸟雀林村、黄秀畈村、丁家寨村、太子庙村、桂花楼村、凤凰山村、荣家山村、铁匠坳村、山水湾村和叶家湾村。

## 交通
- 京九铁路：罗铺站